# 白斑笛鯛
白斑笛鯛（学名：Lutjanus bohar），又稱雙斑笛鯛，俗名海豚哥、紅魚曹、花臉，為笛鯛科笛鯛屬的其中一個種。

## 分布
本魚分布於印度西太平洋區，包括東非、馬達加斯加、模里西斯、塞席爾群島、馬爾地夫、紅海、波斯灣、斯里蘭卡、印度、安達曼海、泰國、緬甸、馬來西亞、菲律賓、印尼、琉球群島、台灣、中國沿海、所羅門群島、馬里亞納群島、馬紹爾群島、諾魯、帛琉、密克羅尼西亞、斐濟群島、萬納杜、吐瓦魯、東加、夏威夷群島、法屬波里尼西亞、新喀里多尼亞、吉里巴斯、澳洲等海域。

## 深度
水深1至180公尺。
多见于珊瑚礁附近近浅水区以及水深70米，底质为岩石的海区亦有分布。

## 特徵
本魚成魚背側為紫褐色，腹側較淡，體側鱗具小白點身上無明顯斑紋。幼魚體呈紅褐色，越往腹側越淡；身上有2個略小於眼徑的白斑，分別在背鰭第八、第九鰭棘下方及鰭條部後下方。背鰭硬棘10枚，軟條13至14枚；臀鰭硬棘3枚，軟條8枚。側線鱗片數55至58枚。體長可達90公分。

## 生態
本魚棲息在向海礁坡或鄰近礁湖的洞穴中，尤喜歡在較低矮礁石居住，常成群在水層中活動，警覺性相當高，以魚類、甲殼類為食。

## 經濟利用
屬中小型食用魚，魚肉細，適合鹽醃後煎食或做成生魚片。本魚的內臟可能累積熱帶海魚毒，國外曾有發生的紀錄。